# Whirlwind (Album)
Whirlwind (englisch Wirbelsturm) ist das fünfte Studioalbum der US-amerikanischen Country-Sängerin Lainey Wilson. Es erschien am 23. August 2024 über BBR Music Group. Whirlwind wurde bei den Grammy Awards 2025 in der Kategorie Best Country Album nominiert.

## Entstehung
Seit der Veröffentlichung ihres Vorgängeralbums Bell Bottom Country spielte Lainey Wilson rund 400 Konzerte, was dazu führte, dass nur wenig Zeit für die Vorbereitung ihres neuen Album verblieb. Sie fokussierte sich daher auf Qualität statt auf Quantität. Wilson ist Co-Autorin bei allen 14 Titeln des Albums und arbeitete darüber hinaus mit zahlreichen externen Songwritern zusammen. Musikalisch beschrieb Wilson das Album Whirlwind als die Western-Schwester ihres Vorgängeralbums Bell Bottom Country. Ihre Texte auf Whirlwind wären mehr introspektiv als zuvor. Produziert wurde das Album erneut von Jay Joyce in den Neon Cross Studios in Nashville. Im Gegensatz zu ihren früheren Alben nahm Wilson Whirlwind mit den Mitgliedern ihrer Liveband auf. Als Gastsängerin ist Miranda Lambert bei dem Lied Good Horses zu hören. Musikvideos wurden für die Lieder Hang Tight Honey und 4x4xU veröffentlicht.

## Titelliste
| 1. Keep Up with Jones – 3:47 2. Country’s Cool Again – 3:38 3. Good Horses (feat. Miranda Lambert) – 3:57 4. Broken Hearts Still Beat – 2:48 5. Whirlwind – 4:00 6. Call a Cowboy – 3:47 7. Hang Tight Honey – 3:09 8. Bar in Baton Rouge – 5:07 | 1. Counting Chickens – 3:34 2. 4x4xU – 3:59 3. Ring Finger – 3:39 4. Middle of It – 3:26 5. Devil Don’t Go There – 3:30 6. Whiskey Colored Canyon – 3:26 7. Where the Sun Don’t Shine – 3:31 a |

## Rezensionen
Timothoy Monger vom Onlinemagazin Allmusic schrieb, dass Whirlwind „ihre aufsteigende Flugbahn fortsetzt, in der sie Rock, Pop und Funk mit ihrer eigenständigen Mischung aus spaßigen, unverfrorenem und in Louisiana erzeugtem Country fortsetzt“. Monger vergab vier von fünf Punkten. Christoph Volkmer vom Onlinemagazin Country Music News schrieb, dass Wilson „ihre Country-Wurzeln mit modernem Flair und klassischer Sensibilität verbindet“ und ein „reichhaltiges und abwechselungsreiches Hörerlebnis“ bietet. Volkmer vergab vier von fünf Punkten. Ali Patton vom Onlinemagazin Holler beschrieb Whirlwind als „unauffälliges und langweiliges“ Album. Es wäre quasi Bell Bottom Country mit einem größeren Budget und nun ausgeschöpften Motiven. Patton vergab 6,5 von zehn Punkten.

## Chartplatzierungen
Erstmals erreichte Lainey Wilson mit Rang acht eine Top-Ten-Platzierung in den US-amerikanischen Albumcharts. In der ersten Verkaufswoche konnte sie 48.000 albumäquivalente Einheiten des Albums absetzen. Darüber hinaus erreichte sie in der Schweiz und im Vereinigten Königreich erstmals Chartplatzierungen außerhalb ihres Heimatlandes.
| ChartsChartplatzierungen               | Höchstplatzierung | Wochen |
| -------------------------------------- | ----------------- | ------ |
| Schweiz (IFPI)                         | 25 (1 Wo.)        | 1      |
| Vereinigte Staaten (Billboard)         | 8 (12 Wo.)        | 12     |
| Vereinigte Staaten (Billboard Country) | 3 (29 Wo.)        | 29     |
| Vereinigtes Königreich (OCC)           | 13 (1 Wo.)        | 1      |